# 괴도 조커의 등장인물 목록
다음은 괴도 조커의 등장인물 목록이다.

## 주인공
- 괴도 조커(잭 존스)(성우: 무라세 아유무 / 양정화[1])

하치와 같이 괴도생활을 하며 세계의 보물을 접수한다. 게으른 성격이다.
그의 부모님은 사고로 실종되었는데 프로페서 클로버가 그의 부모님인 척 변장을 하지만 실버 하트가 구해주고, 괴도에 반해  그의 제자가 된것이다. 나중에 퀸이랑 결혼해서 아들 J와 딸을 갖게 된다(괴도 소년 조커즈) .  개인 비행선 스카이조커와 자동차 로드조커가 있다. 보물을 먹는 홋시(아크룩스)를 싫어한다. 가장 좋아하는 음식은 하치가 만든 카레이다. 어릴적, 부모님이 자가 비행기 추락사고로 사망한 뒤, 프로페서 클로버에게 위협 당했지만 실버 하트가 은인이 되어 구해줘서 실버하트를 따라 괴도가 됐다.
- 하치(성우: 코바야시 유미코 / 정선혜)

닌자이긴 하지만 다른 닌자들로부터 이탈해 괴도 조커의 조수가 된다. 요리를 잘한다. 특히 카레를 잘해서 피닉스와 조커가 또 먹고 싶다고 할정도이다. 울음이 많고 자주 찡찡댄다. 10남매 중에 여덟째이다. 괴도 조커 앙코르에서는 조커에게 정식 괴도로 인정받는다.
- 스페이드(킹)(성우: 시모노 히로 / 신용우, 와타나베 미즈키 / 이재현(어린 시절))

조커처럼 그의 부모님 또한 프로페서에 의해 돌아가셨다. 원래 킹은 덤프의 아빠와 엄마가 데려온 고아였는데 덤프가 그를 싫어해서 덤프가 시키는 일을 하다가  조커와 퀸이 칼이빨 호랑이를 가져갈 때 그들과 만나서 괴도 스페이드가 됐다. 조수로는 다크아이가 있다.  스페이돈 킹이라는 필명으로 소설을 쓰고 있다.
- 다크 아이/아이(성우: 오노 켄이치 / 현경수(다크 아이), 하라 유미 / 이지현(아이))

스페이드의 조수이자 셔플 시스터즈의 장녀. 평소에는 아이돌로 활동하고 있지만 괴도생활도 하고 있다. 또 조수노릇을 할 때는 머리에 붕대를 감은 미라로 변하지만 아이돌로 할동할땐 예쁜 드레스를 입는다. 홍콩에서 영화를 촬영한 적도 있다. 어릴때 어린 조커와 스페이드가 부모님의 보석을 접수하러 갔을 때 그들을 처음으로 만났다.
- 레이(성우: 후쿠하라 아야카 / 조경이)

셔플 시스터즈의 차녀. 침착한 성격으로 동생인 키라가 엉뚱한 행동을 할 때 츳코미를 건다. 아이돌은 꿈을 파는 직업이라고 하는 부분과 카메라를 신경 쓰는 모습 등, 제일 아이돌스럽다. 아이를 도와서 괴도 일을 하고 난 뒤로 괴도를 컨셉으로 한 아이돌을 하면 잘 나가겠다고 굉장히 좋아한다. 좋아하는 음식은 마카로니 그라탕.
- 키라(성우: 요시다 히토미 / 방연지)

셔플 시스터즈의 삼녀. 하치가 악수를 청하자 악수를 하는데 돈을 내라고 할 정도로 엉뚱한 모습을 보이며 돈을 밝힌다. 막내답게 언니들과 달리 활달하고 명랑한 편으로 조커한테도 도전을 신청할 정도. 좋아하는 음식은 오므라이스.
- 다이아몬드 퀸(퀸 에메랄드)(성우: 사와시로 미유키 / 김하영)

그녀의 부모님은 프로페서의 기습으로 살해당했다. 그래서 실버 하트가 데려가 의손녀로 삼아 키웠다. 무엇이든 벨 수 있는 다이아몬드 검을 가지고 있으며 스콘과 함께 보물을 접수한다. 퀸 에메랄드는 부모님이 지어주신 이름이고, 실버하트가 붙여준 이름은 다이아몬드 퀸이다. 후 조커와 결혼해 아들과 딸을 낳는다. 딸기 케이크를 무지무지 좋아한다.
- 스콘(성우: 쿠노 미사키 / 정혜원)

다이아몬드 퀸의 조수 겸 괴도견이다. 연구소에서 실험을 통해 특수한 능력을 지니고 있다. 짖음으로써 강력한 강력초음파를 낼 수 있다.
옥수수를 좋아해서 이름도 스위트콘의 약자인 스콘이다. 귀가 손처럼 생겼다.
견종은 말티즈로 추정 된다.
- 실버 하트(성우: 사마다 빈 / 이호산)

조커 & 스페이드 & 다이아몬드 퀸의 스승이자 다이아몬드 퀸의 의조부. 전설의 괴도이며 옛 프랑스 비밀요원이다. 해설코너를 하며 괴도들의 수법을 알려준다.
- 쉐도우 조커(시안)(성우: 사이토 소마 / 엄상현,  마츠이 에리코 / 여민정(어린 시절))

어린시절 조커와 만났다가 프로페서 일당에게 당해 쌍둥이 여동생 로즈를 잃는 바람에 한동안 조커를 증오했으며 프로페서의 밑에 들어갔다. 프로페서가 처단된 후에는 악의 없는 라이벌이다. 모습이 괴도조커와 매우 흡사하다. 여동생을 무지 좋아한다.
- 로즈(성우: 우치노 아카네 / 조경이)

쉐도우의 동생이다. 염력과 시간을 자유자재로 다룰수 있어 프로페서한테 조종당했다. 그때 프로페서가 시간을 다룰수 있는 힘을 뺏어서 로즈를 황산에 녹여 죽일려고 했다. 화나면 무지 무섭고 작은 것에 잘 웃으며 홋시를 귀여워 한다.
- 피닉스/아카이 츠바사(한국명: 피닉스(붉은날개))(성우: 마츠오카 요시츠구 / 심규혁)

만 년 전, 우주여행을 하던 도중 우주선에 물을 쏟아 지구에 불시착 하게 되었다. 영원한 생명을 가지고 있지만, 물에 닿으면 세포가 분해되며 죽게 된다. 남십자성의 사신이고, 하품을 자주하고 '돌아가고 싶다'라는 말을 자주 하는 탓에 조커에겐 '하품쟁이'라고 불린다. 그리고 하치의 맛있는 카레를 좋아한다. 그의 피는 생명을 살릴수 있다. 그래서 하치가 죽었을 때 다시 살아나게 됐다. 늘 퀴즈를 낸다. 홋시와 지구를 떠난다.
- 홋시(아크룩스)(성우: 타네자키 아츠미 / 조경이)

전설의 3대 신수들 중 하나이자 고양이 형태의 우주 생명체로 피닉스의 파트너. 본명은 아크룩스.
"홋시!"라고 말한다. 항상 보물을 먹어 조커는 홋시를 싫어한다. 보물을 먹으면 알을 낳는데 거기에선 미래에 쓸만한 물건들이 나온다.  별사탕을 좋아하고, 자석을 먹으면 잠들게 된다. 괴도 조커한테 짝퉁 고양이라고 불리며 이후 피닉스와 지구를 떠난다.

## 경찰&탐정
- 오니야마 도쿠사부로(한국명: 도개비 형사)(성우: 타츠타 나오키 / 이장원)

조커를 구속하기 위해 각종 노력을 하며 자신의 손으로 조커를 검거하고자 한다. 조커가 문링을 찾으러 교도소에 절로 들어갔을 때 '괴도', '조커'와 비슷한 말만 들어도 놀라했다.
- 쿠로사키 긴코(한국명: 채이서 순경)(성우: 하라 유코 / 김율)

도개비 형사(오니야마 형사)를 도와 조커를 잡으려고 한다.
- 시로이 모모(한국명: 하모모 순경)(성우: 사쿠라이 하루나 / 이재현)

도개비 형사를 도와 괴도 조커를 잡으려 한다. 멍청한 외모만 보고 속단하면 곤란하다. 괴도 조커의 등장인물중에 유일한 실눈캐이다.
- 빌리디안(성우: 이시다 아키라 / 최승훈)

예술 탐정이다.
- 하야미 쿄타로(한국명: 서경태)(성우: 아사리 료타 / 정주원)

하반신 장애인 탐정이다. 조커가 누군지 알아봤고, 조커가 독을 먹으려 할 때 막아줬다. 가짜 피코쿠가 아카사소리(붉은 전갈)임을 암시해줬다. 감금된 진짜 피코쿠를 구조하였다. 미타라시 당고를 좋아한다.
- 알리바바(성우: 오키츠 카즈유키 / 김영선)

알리바바와 40인의 탐정단의 리더.

## 비밀조직 클로버
- 프로페서 클로버(성우: 코스키 쥬로타 / 정재헌)

괴도 조커 애니판 1부(1 ~ 2기)의 최종 보스이자 애니판의 페이크 최종 보스. 비밀조직 클로버의 보스로, 시계 관련 보물들을 모은다.조커(잭), 스페이드(킹), 퀸의 부모님을 살해 하였다. 2기 최종화에서 로즈를 제거하려 했으나 조커, 쉐도우에 협공으로 역으로 황산 세레에 그대로 직격당해 전신이 완전히 녹아버리면서 처참하게 끔살당했으며, 이로써 비밀조직 클로버는 완전히 괴멸하였다.
- 레이디 다우트(성우: 제냐 / 김나율)

괴도 조커 애니판 1부(1 ~ 2기)의 중간 보스. 프로페서 클로버의 최측근. 스콘처럼 실험실에서 탈출한 고양이로 사람으로 변할 수 있다. 2기 최종화에서 비행잠수정이 폭파되었을 때 결국 홀로 생존했으나 이후 더 이상 등장하지 않는 것으로 보아 정황상 본인 역시 아예 잠적해버렸거나 얼마 안 가서 사망한 것으로 추정된다.
- 맘보 장군(성우: 난바 케이이치 / 이상범)

수수께끼의 조직 클로버의 장군.
- 제이슨 소장(성우: 긴가 반조 / 강구한)

데몬즈 헤븐 형무소의 소장이자 비밀조직 클로버의 간부. 아무리 자신의 부하여도 규율을 어지럽히면 벌을 주는 흉악한 폭력적인 성격. 탈옥자들을 탈출하지 않기 위해 거기서 감시하고 있다. 마지막에 그곳에서 탈출한 조커, 하치, 스페이드 때문에 본인이 역으로 감전당한 것도 모자라 CCTV 카메라에 폭력적인 장면이 찍히는 바람에 그의 폭력적인 관리 체제가 드러난 데다 비밀조직 클로버의 간부였다는 사실도 밝혀졌고 결국 데몬즈 헤븐 형무소 소장 직에서 해임됨과 동시에 긴급 체포되면서 비밀조직 클로버의 간부들 중 가장 먼저 허무하게 광탈당했다.
- 버틀러(성우: 키요카와 모토무 / 홍진욱)

레이디 다우트의 부하.
- 압도라(성우 : 타카하시 히로키 / 신용우)

프로페서 클로버의 심복.

## 악마의 송곳니 DF(데블 팽)
- 프레지던트 D/덤프(성우: 치키리 쿄코 / 정유미(어린 시절), 키시모 다이스케 / 이현(현재))

데블 팽의 수장. 옛 스페이드와 살았다. 괴도들에게 복수를 하려 하지만 나중에는 도와준다.
- 스파이더 A(성우: 타쿠미 야스아키 / 방성준)

끝까지 배신하지 않은 유일한 부하이다. 거미줄을 무기로 쓰며 커피가 없으면 두려움에 떨게 되지만 커피를 마시면 다시 사악해진다.
- 나이트메어(성우: 토리우미 코스케 / 김장)

데블 팽 소속의 용병 괴도. 가면과 종으로 사람들을 세뇌시키는 능력을 가지고 있다.
- 캔디(성우: 미야케 마리에 / 이지현)

데블 팽 소속의 부하. 3기 4화에서 선두로 나서서 조커를 잡으려고 했다.
- 아카사소리(한국명: 붉은 전갈)(성우: 스야마 아키오 / 박성태)

데블 팽 소속의 용병. 독침을 사용하고 있다. 4기 10화에서는 데블 팽을 배신하고 자칼의 편에 서게 되나 4기 11화에서 데블 팽 본부 옥상에서 투명화 능력으로 조커, 퀸을 상대하다가 오히려 조커에게 반격당해 바다로 추락사당하면서 닥터 네오의 버림패로서 토사구팽당했다.
- 미니미니 왕(성우: 시오야 요쿠 / 최낙윤)

프레지던트 D와 더불어 괴도 조커 애니판 3기의 최종 보스. 작아지는 총을 가진 괴도이다.
- 가짜 조커(성우: 스즈무라 켄이치 / 홍범기)
- 가짜 스페이드(성우: 토요나가 토시유키 / 신용우)
- 가짜 퀸(성우: 나즈카 카오리 / 김하영)

가짜 괴도로 위장한 데블 팽 소속의 부하 3인방이다.
- 큐피드(성우: 타카토 야스히로 / 방성준)

## 자칼
- 닥터 네오(한국명:빛나리 박사)(성우: 코야스 타케히토 / 김광국)

괴도 조커 애니판 2부(3 ~ 4기)의 최종 보스이자 애니판의 진 최종 보스. 자칼의 수장으로 프레지던트 D를 이용했으며 피닉스를 납치해 영원한 생명을 얻으려 했다. 가발등을 쓰고 있지만 사실 노인이다. 4기 최종화에서 직속 부하인 스나이퍼 겐마와 함께 긴급 체포당했다.
- 스나이퍼 겐마(성우: 후타마타 잇세이 / 현경수)

자칼의 저격수 승려이자, 닥터 네오의 직속 부하로, 오오가미 텐마의 동생. 최후에는 스페이드의 아이스 샷에 냉동사당한다.

## 기타 다른 등장인물
- 미스터 카네아리(한국명: 미스터 머니마니)(성우: 토비타 노부오 / 강수진)

자신의 부(富)를 과시하며 안전장치에도 신경을 쓴다. 조커한테 보물을 빼앗기고, 빼앗긴게 분해서 코를 누르면 폭파하는 곰돌이 인형 곰탱이의 코를 눌러서 자신의 건물을 폭파하기 일쑤이다. 곰탱이를 항상 가지고 다닌다.
- 카네코(한국명: 금나라)/코만도 사츠코(한국명: 코만도 깡순이)(성우: 카나다 아키 / 김하영 (카네코), 노무라 켄지 / 이광수 (코만도 사츠코))

카네아리의 비서. 본명은 코만도 사츠코(코만도 깡순이)다. 쉽게 말하면 여자 브로리가 된다. 정체가 드러난 30화에서 무려 미스터 카네아리의 아내가 되었으며, 44화에선 조커의 실수로 인해 코만도 사츠코(코만도 깡순이)로 변신한다.
- 코카 핫키마루(한국명: 백귀마)(성우: 모라쿠보 쇼타로 / 심규혁, 김율(어린 시절))

하치의 선배이며 하치를 잘 챙겨준다. 코가류 닌자들의 총수이다.
- DJ 피콕(피코쿠)(성우: 야베 마사히토 / 이호산)

UNN 인터넷 뉴스 캐스터로 주로 괴도들의 소식을 전한다. 데블 팽의 아카사소리에 의해 납치된적이 있었다.
- 프린스 Jr.

원작 한정으로만 등장하는 조커 일행의 괴도학교 시절 라이벌. 원작 93화에서 회상으로 첫 등장했으며, 조커 일행에게 가차없이 삼각자를 던지는 등 조커 일행을 자주 괴롭혔다고 한다.
- 선샤인 허니

원작 한정으로만 등장하는 꿀벌 복장 차림의 괴도로, 선샤인 헤라클레스의 딸. 엉덩이의 고깔 모양의 벌침을 무기로 사용하며, 전설의 3대 신수들 중 하나인 닛코를 파트너로 데리고 다닌다. 원작 100화에서 첫 등장. 괴도 소년 조커즈에서는 무려 하치의 아내가 되었다. 빙글빙글 캠페인에서도 등장.
- 닛코(베크룩스)

전설의 3대 신수들 중 하나이자 아누비스를 닮은 강아지 형태의 우주 생명체로 선샤인 허니의 파트너. 본명은 베크룩스.
- 쯔킨(가크룩스)

전설의 3대 신수들 중 하나이자 콘수나 토트를 닮은 새 형태의 우주 생명체로 피닉스의 파트너. 본명은 가크룩스. 전설의 3대 신수들 중 가장 늦게 태어난 막내이다.
- 오니야마 하루카(한국명: 도하루)(성우: 스와 아야카 / 김채하)

도개비 형사의 무남독녀. 자신과 단짝친구까지 함께 납치당해서 아버지 속을 썩인 일이 있다.
- 파프리카 공주(성우: 오리카사 후미코 / 박리나)

평화, 군축 등의 문제로 노심초사하는 샤프란 왕국의 공주. 케밥과 석류 주스를 좋아한다. 조커도 이 점 때문에 파프리카 공주를 케밥 공주님이라고 놀려댄다. 조커가 생명의 은인이다.
- 바질 장군(성우: 코야마 리키야 / 현경수 (18화, 52화), 이시이 코우지 / 정재헌 (46화))

샤프란 왕국의 군인들을 총괄하는 대장으로 '라그나로크의 빛'으로 세계를 정복하려는 야망을 가졌으나 조커 일행의 활약으로 저지되나, 알고 보니 진짜 바질 장군은 감금당한 상태로 발견되고 프로페서 클로버가 변장했다는 사실이 밝혀진다. 마지막에는 파프리카 공주와 함께 조커 일행에게 감사를 표한다. 좋아하는 음식은 바질 치킨. 이후 46화에서 파프리카 공주의 호위로 다시 등장한다. 조커에게 지난 일에 대해 감사함을 표현한다.
- 풍마의 이치(강치)(성우: 코바야시 유미코 / 정선혜)

하치의 조상. 에도 시대의 정원 지기이며 인조(忍組)의 두령. 많은 인술을 사용할 수 있으며, 마도 닌자 야차왕을 봉인한 자다. 조커에게 미라클 메이커의 소질이 있단 소리를 듣게 된다. 하치처럼 요리가 특기이다. 좋아하는 것은 순찰과 차례 시식, 좋아하는 음식은 가자미 조림.
- 야차왕(성우: 나카타 코지 / 시영준)

에도 시대에 하치의 조상인 강치(이치)가 봉인한 마도술법을 익힌 마도 닌자이다.
- 럭키 피라미드(성우: 쿠사오 타케시 / 남도형)

불운을 당하면 행운을 겪는 럭키가이보단 불운 많이 겪는 사람. 피라미드 모양의 갑옷을 쓰고 있는데 갑옷을 벗으면 꽃미남이지만 부끄러워 한다. 벽돌괴물이라고 여자에게 차인적이 있다.
- 블루 선장(성우: 후쿠시마 준 / 한신, 김하영(어린 시절))

블랙 선장의 아들이자 해적 선장이다.
- 레인보우 저스티스(성우: 스기야마 노리아키 / 김혜성)

멋진 영웅이 되고싶어 한다.
- 촌장(성우: 시바타 히데카츠 / 유해무)

햣기마루의 마을 촌장.
- 국왕(성우: 이이즈카 쇼조 / 장광)

괴도 피닉스와 홋시를 구해준 알라딘의 후손.
- 괴도 펌프킨 헤드(히야마 노부유키 / 문관일)

잭오랜턴의 모습을 한 괴도.
- 실험체 큰도마뱀 99호(성우: 사토 세츠지~야마구치 캇페이 / 박성태)

거대한 도마뱀이다.
- 체파(성우: 카토 에미리 / 여윤미)

힌두교의 시현자. 조커가 누군지 금방 알아냈다.
- 프랭크(성우: 야스하라 요시토 / 최한)

데몬즈 헤븐 형무소에 수감된 죄수.
- 판도라 여왕(성우: 사쿠마 레이 / 여민정)

50년 전의 프로페서 클로버에게 시해당할 뻔지만 프랑스의 첩보요원 실버하트로부터 구조받았다. 
- 파라오(성우: 아키모토 요스케 / 민응식)

이집트의 왕.
- 올라 여왕

원작 한정으로 등장한 이집트의 여왕.
- 버드(성우: 키타자와 요우 / 변현우

파라오의 부하. 원작에서는 올라 여왕의 부하로 등장한다.
- 메두사(성우: 사다오카 사유리 / 이명희)

프로페서 클로버와 더불어 괴도 조커 애니판 1기의 최종 보스. 목에 걸려 있던 마수정을 지킨 무서운 괴물.
- 강도단 대장(성우: 에바라 마사시 / 고구인)

덤프의 유람선에 습격한 강도단 일당의 두목.
- 타이거 마리(쿠지라 / 정유미)

스밀로돈을 신봉하는 여전사부족의 여왕.
- 조커의 가족(성우: 시무라 토모유키 / 엄상현(아버지), 유즈카 료카 / 이재현(어머니))

어린 시절 때 조커(잭)의 부모님. 하지만 여행 도중 프로페서 클로버가 일으킨 비행기 사고로 사망했다.
- 스페이드의 가족(성우: 불명 / 이재범(아버지), 불명 / 김하영(어머니))

어린 시절 때 스페이드(킹)의 부모님. 프로페서 클로버의 소행으로 사망했다.
- 하치의 가족(성우: 니시무라 토모미치 / 안효민(아버지), 사카모토 치카 / 박고운(어머니), 토죠 히사코 / 박고운(여동생-호두), 마미야 쿠루미 / 윤아영(남동생-일공이))

하치의 가족들. 두 동생과 같이 지내고 있다.
- 선샤인 헤라클레스

원작 한정으로 등장한 장수풍뎅이 복장 차림의 괴도로, 선샤인 허니의 아버지.
- 히미코(한국명 : 하미루)

괴도 피닉스가 1700년 전 지구에 불시착했을 때 지구에서 최초로 만난 인간이자 괴도 피닉스의 연인.
- 킬러 13

원작 한정으로 등장한 악의 군대의 여성 암살자이자 맘보 장군의 부하.
- 오오가미 텐마

원작 한정으로 등장한 오오가미의 후손으로 스나이퍼 겐마의 형.
- 오오가미

원작 한정으로 등장한 1700년 전 오오가미 일족의 검사이자 오오가미 텐마의 조상으로 괴도 피닉스의 숙적.
- 성탈자 네뷸러

괴도 조커 앙코르의 최종 보스. 정체불명의 우주 생명체.